# Congresso di Aquisgrana (1818)
Il Congresso di Aquisgrana riunì, dal 1º ottobre alla fine del novembre 1818, le quattro potenze vincitrici su Napoleone Bonaparte: esse stabilirono il ritiro dei corpi di occupazione in Francia, sottoscrissero un protocollo segreto che confermava la garanzia reciproca in funzione anti-francese, accompagnato da una pomposa dichiarazione riguardo alla fraternità delle quattro potenze cementata dai legami della fratellanza cristiana.

## Partecipanti
Il Congresso di Aquisgrana, riunito il 1º ottobre 1818, era inteso come riunione della quattro potenze vincitrici su Napoleone Bonaparte:
- l'Impero austriaco, rappresentato dall'imperatore Francesco II e dal cancelliere Metternich
- l'Impero russo, rappresentato dallo zar Alessandro I, da Giovanni Capodistria e dal Nesselrode
- il Regno di Prussia, rappresentato dal re Federico Guglielmo III, dal von Hardenberg e dal von Bernstorff
- il Regno Unito di Gran Bretagna e Irlanda, rappresentato da lord Castlereagh e dal Wellington

Per gentile concessione degli alleati venne invitato ad assistere anche il Regno di Francia di Luigi XVIII, rappresentato dal primo ministro duca di Richelieu.

## Trattative principali

### Fine dell'occupazione della Francia
Scopo del congresso era decidere della questione del ritiro del corpo di occupazione della Francia, nonché delle conseguenze sulle relazioni fra le quattro potenze, fra di loro e, collettivamente, verso la Francia. Nella prima sessione i convenuti convennero il principio del ritiro dei corpi di spedizione in Francia: un apposito trattato venne firmato il seguente 9 ottobre.

### Il protocollo segreto
Seguì una lunga discussione riguardo alle misure militari da adottare nella eventualità di un nuovo rovesciamento della situazione francese. La necessità di una simile garanzia era stata resa evidente a tutti dall'assai fresco ricordo dell'exploit di Napoleone dei cento giorni, chiuso appena tre anni prima, il 18 giugno 1815 a Waterloo. Tale preoccupazione spinse le quattro potenze a sottoscrivere il 15 novembre un protocollo segreto che confermava e rinnovava la Quadruplice Alleanza anti-francese (del marzo 1814, rinnovata il 20 novembre 1815 con il trattato di Chaumont).

### La dichiarazione di "intima unione"
Tuttavia, lo zar Alessandro aveva cercato di ottenere un risultato maggiormente simbolico, ovvero l'estensione della Santa Alleanza (firmata da Austria, Prussia e Russia il 26 settembre 1815 a Vienna). Essa si basava su un testo di trattato magniloquente a proposito della volontà delle tre potenze di costruire la pace europea sulla base della carità cristiana. Ad essa aveva aderito in pratica tutte le potenze europee, salvo la Santa Sede, l'Impero ottomano e la Gran Bretagna. Castlereagh resistette anche a questo ennesimo tentativo, benché accettasse di sottoscrivere una "pubblica dichiarazione" circa l'intenzione delle quattro potenze di mantenere una intima unione cementata dai legami della fratellanza cristiana, con oggetto la preservazione della pace, basata sul rispetto dei trattati (di Vienna, è bene notare).

## Trattative secondarie
Il Congresso ebbe ad occuparsi anche di un numero di questioni meno strategiche:
- il metodo per l'implementazione della decisione, già assunta, di abolire la schiavitù e della pirateria barbaresca. In entrambi i casi non venne assunta alcuna decisione definitiva, essendo mancata un'intesa tanto sulla proposta inglese (diritto reciproco di perquisizione in alto mare), quanto sulla contro-proposta delle altre potenze (azione di una flotta internazionale nel Mediterraneo, che ormai Londra considerava terreno riservato alla Royal Navy).
- Le potenze, sollecitate da Federico VI di Danimarca, unanimemente decisero un ‘appello’ al re di Svezia, Carlo XIV, per il rispetto dei termini del trattato di Kiel.
- Le potenze unanimemente respinsero la richiesta del principe-elettore Guglielmo I di essere proclamato re: tra tutti i principi-elettori, infatti, il langravio d'Assia era rimasto l'unico ad aver conservato l'antico titolo onorifico - cosa che lo offendeva molto - mentre gli elettori di Baviera, Württemberg, Sassonia e Hannover erano divenuti "re" dei rispettivi principati, e il re di Prussia aveva largamente esteso il titolo ai propri domini nel Brandeburgo (mentre gli elettori di Ratisbona, Würzburg e Baden erano passati a Gran Duchi).
- Ugualmente unanime fu l'adozione di misure per alleviare le lamentele dei molti principi tedeschi i cui stati erano stati accorpati in stati più grandi (la cosiddetta Mediatizzazione tedesca)
- La questione della successione del Baden venne, per comune accordo, rimandata ad una successiva conferenza, da tenere a Francoforte.
- Venne discusso il trattamento riservato a Napoleone, nel suo esilio a Sant'Elena.
- Vennero discusse le lamentele della popolazione di Monaco di Baviera rispetto al loro principe.
- Venne discussa la condizione degli Ebrei di Austria e Prussia.
- Vennero definite alcune, diplomaticamente rilevanti, questioni di etichetta nelle relazioni fra le potenze.

## I guadagni delle singole potenze

### I vantaggi dell'Inghilterra
Castlereagh l'accettò in quanto essa, non contenendo impegni formali, non costituiva altro che una pomposa declamazione. Ed aveva anche il vantaggio di accontentare il pressante zar. Al contrario, con la firma del protocollo segreto, Londra si assicurava l'unico obiettivo rilevante: la continuazione dei formali impegni di contenimento anti-francese.
In tal senso appare particolarmente interessante l'obiezione inglese alla proposta di Alessandro I di radunare una flotta internazionale nel Mediterraneo: rifiutata anche sulla base del desiderio di Londra di non veder saldata alcuna alleanza militare sul continente, se non in funzione di una garanzia anti-francese. Tale posizione, come sempre nella politica estera inglese in Europa, ebbe vantaggi e svantaggi:
- i primi furono immediati, con Castlereagh che fu in grado di impedire ogni discussione riguardo alle colonie spagnole in America Latina, ribelli al reazionario Ferdinando VII. Questi era un reazionario (aveva abolito la Costituzione delle Cortes di Cadice) ed anti-napoleonico (gli Spagnoli avevano condotto una brillante guerra contro Napoleone) di sicura fede. Ma i suoi possedimenti interessavano il governo di Londra.
- gli svantaggi si sarebbero materializzati quattro anni dopo a Verona, quando Wellington non poté impedire un intervento francese che aveva il doppio svantaggio di rafforzare l'antico nemico, mentre rafforzava Ferdinando VII e, quindi, la eventualità che Madrid spegnesse le rivoluzioni bolivariane.

### I vantaggi della Francia
Tali conclusioni non dispiacquero nemmeno al rappresentante francese, il duca di Richelieu, primo ministro di Luigi XVIII. Formalmente egli registrò un successo, in quanto venne invitato ad aderire pubblicamente alla dichiarazione formale: quanto bastava a soddisfare l'opinione pubblica. Ma, cosa ancora più importante, il duca di Richelieu venne informato del protocollo segreto. E ne fu tutt'altro che dispiaciuto:
- anzitutto, perché ciò rappresentava una sicura garanzia alla stabilità del trono del suo sovrano, eppoi
- per la forma segreta, ché una alleanza pubblica avrebbe rappresentato una grave umiliazione per il restaurato governo.

## Rilevanza storica del Congresso
Il Congresso coincise, indubbiamente, con una fase di somma concordia fra le grandi potenze che tentarono, in questa occasione, di governare concordemente l'Europa. Tenuto conto del successivo lento peggiorare dei rapporti la storiografia, quella britannica in particolare, lo considera un esempio della pratica impossibilità di funzionamento di un simile sistema di alleanze universali. Tuttavia questo giudizio sconta una eccessiva sottovalutazione del lone run del Castlereagh, nonché il consueto scetticismo riguardo alle stabili alleanze delle potenze continentali.

## Galleria fotografica dei delegati

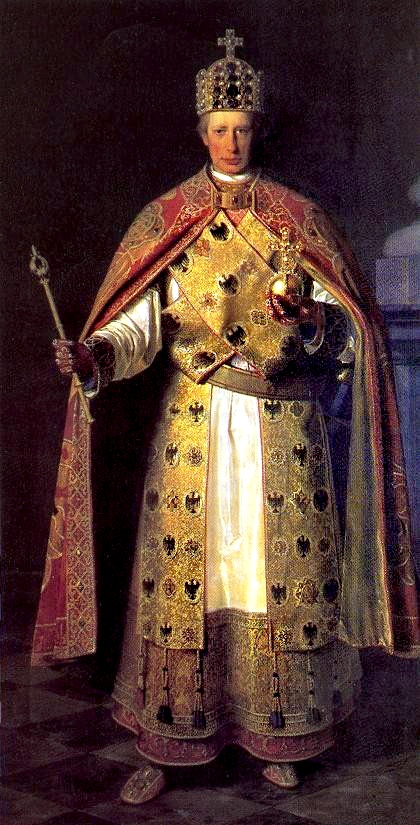
Francesco I d'Austria
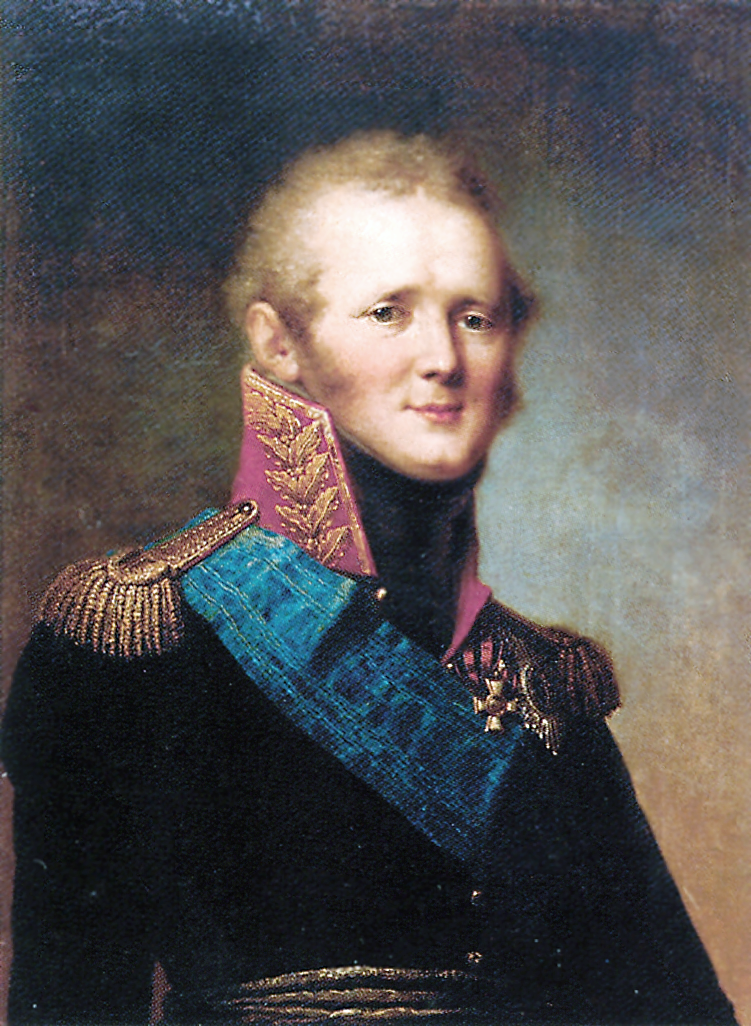
Alessandro I di Russia
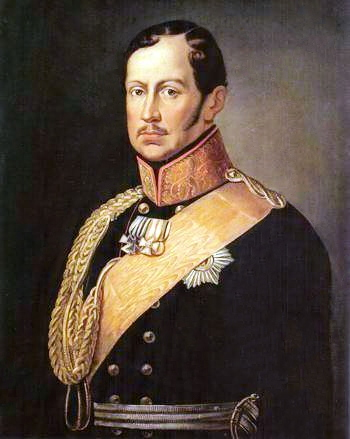
Federico Guglielmo III, Re di Prussia
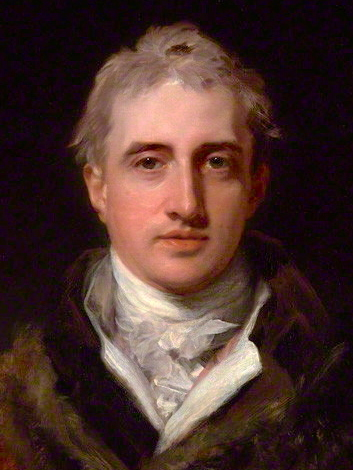
Lord Castlereagh
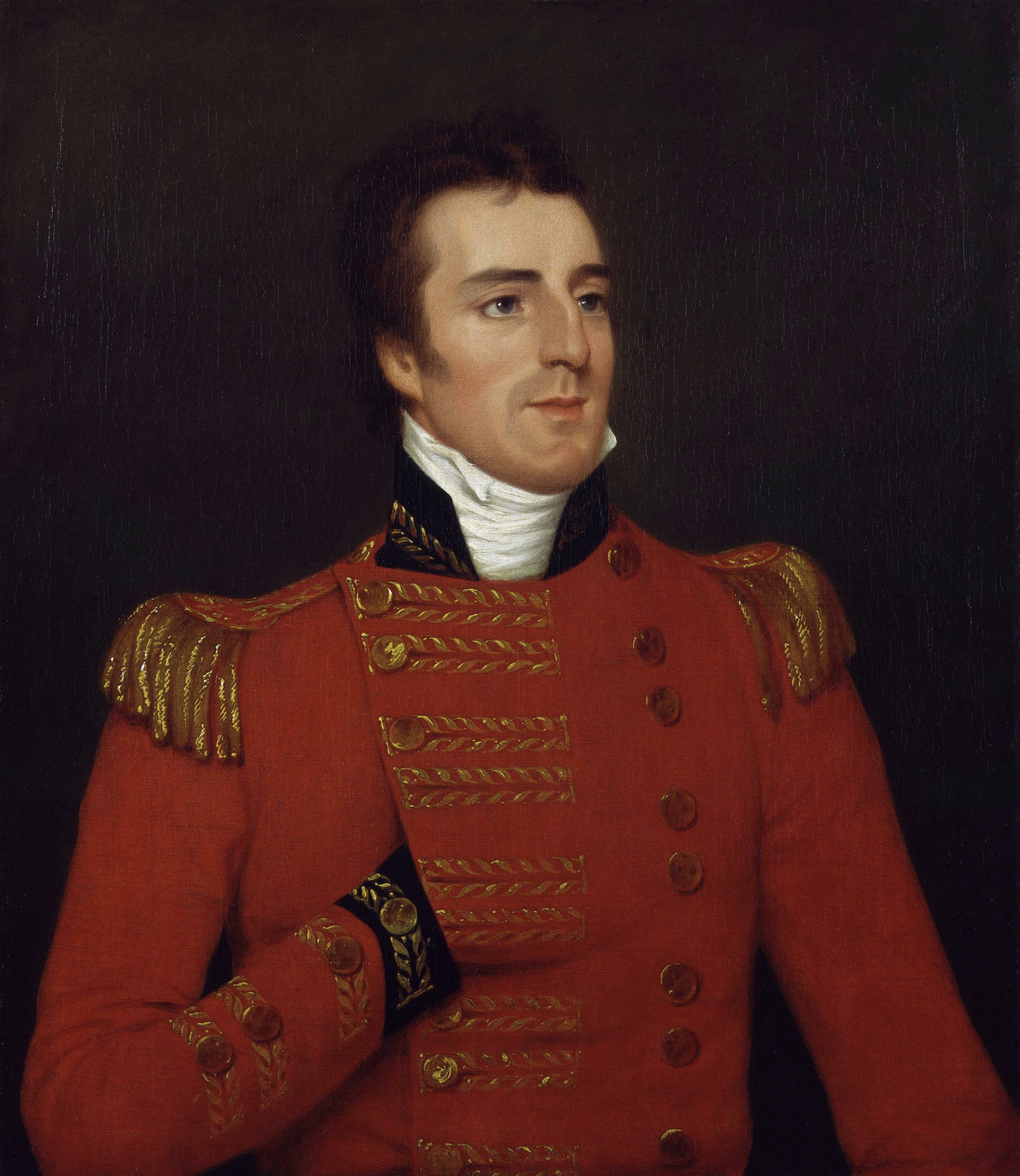
Arthur Wellesley, duca di Wellington;
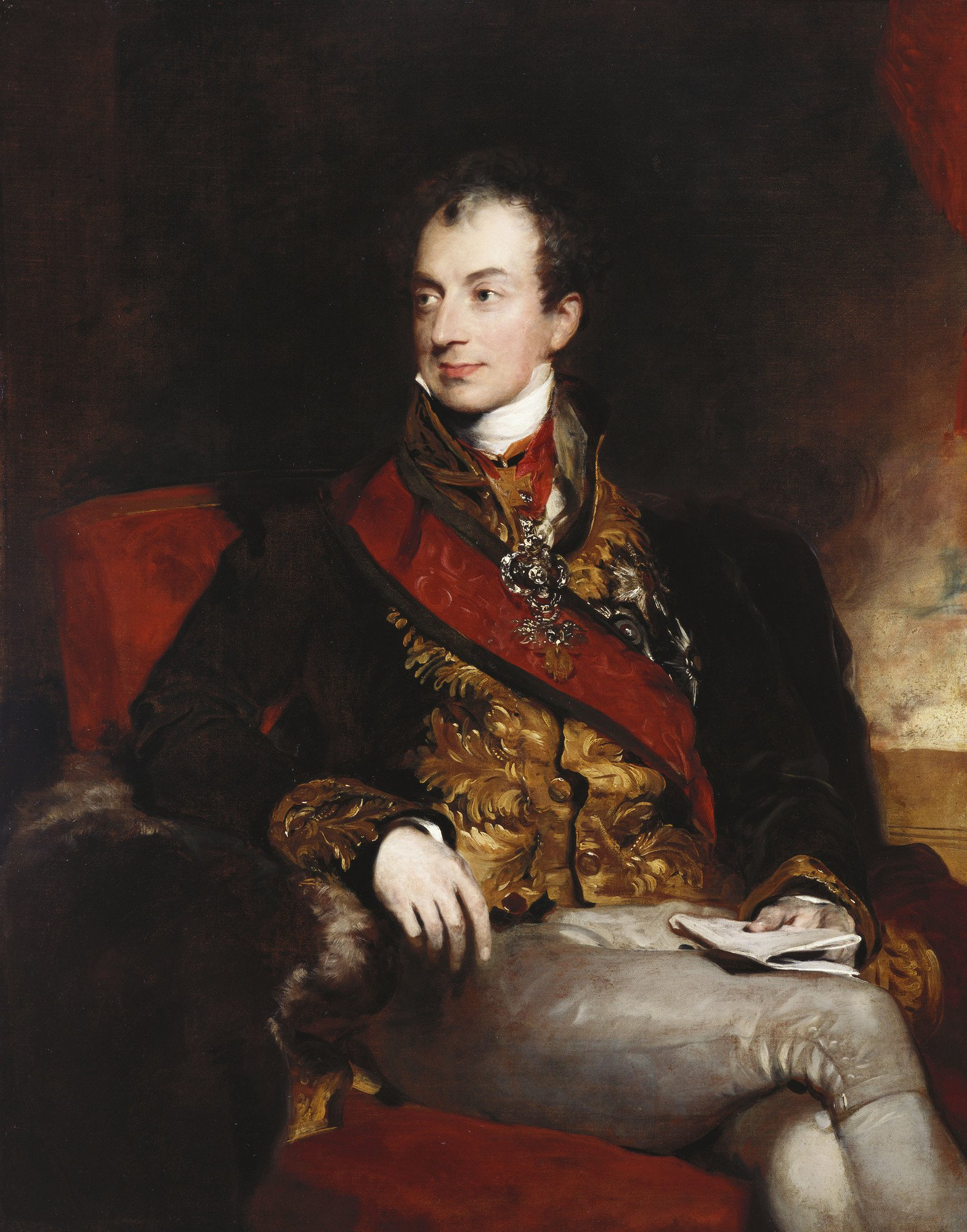
Principe Metternich d'Austria
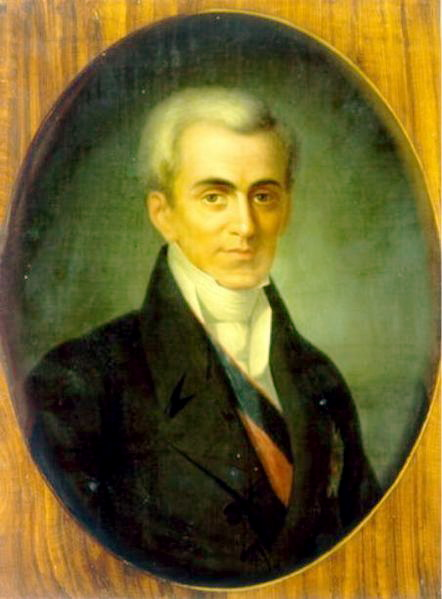
Conte Giovanni Capodistria di Russia
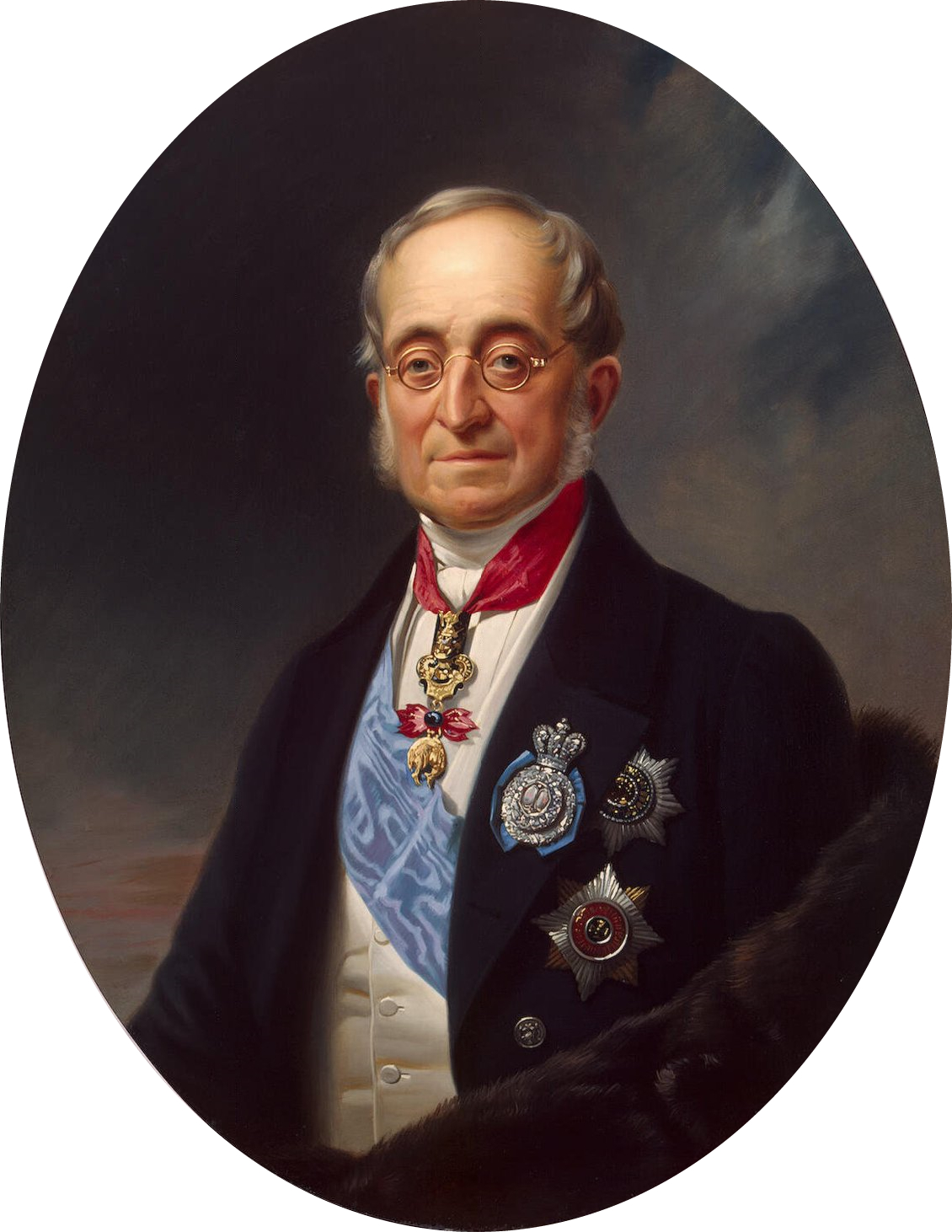
Conte Nesselrode di Russia
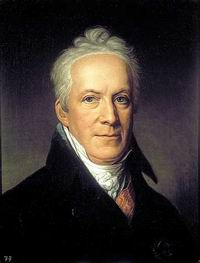
Principe Hardenberg di Prussia
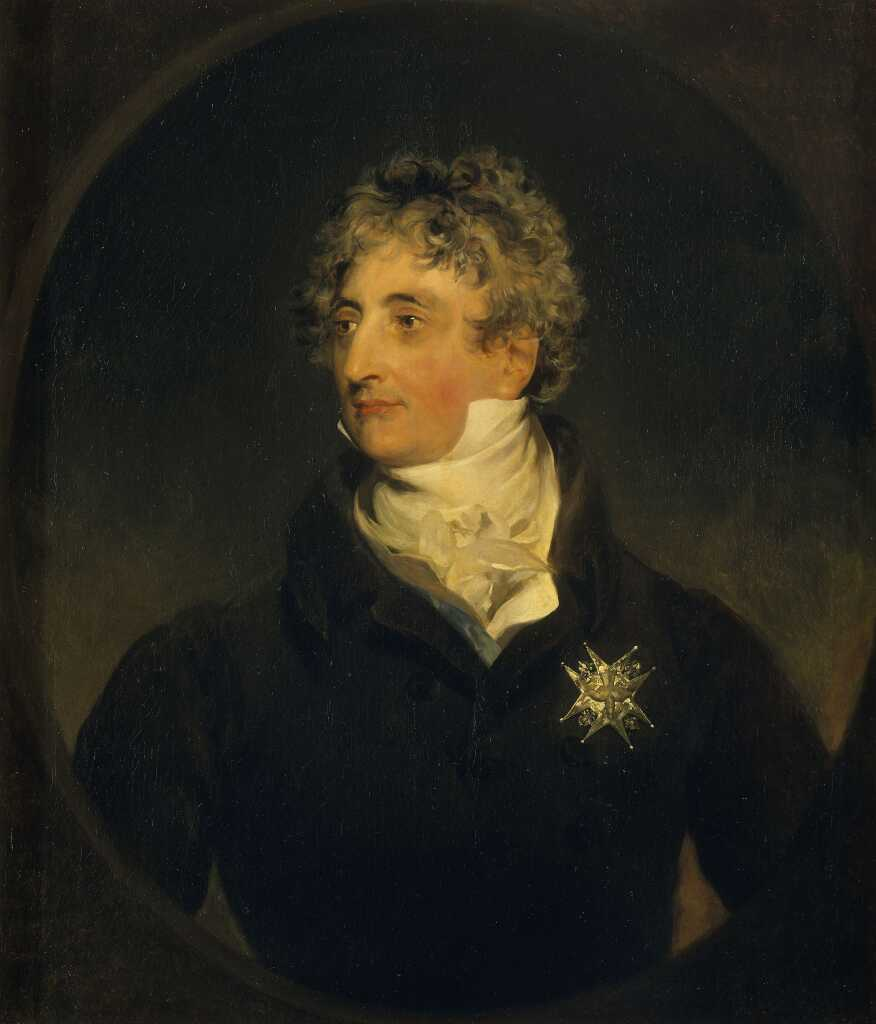
Duca di Richelieu per la Francia